# Sant Vicenç (Cardona)
Sant Vicenç de Cardona ist ein ehemaliges romanisches Kollegiatstift in der Stadt Cardona in der Comarca Bages in der Provinz Barcelona. Noch vor den Kirchen Sant Cugat del Racó, Sant Jaume de Frontanyà, Sant Pere de Rodes und Sant Ponç de Corbera ist sie einer der ältesten und eindrucksvollsten Bauten der frühen romanischen Architektur im nördlichen Katalonien. Marcel Durliat nennt sie „das wichtigste Bauwerk des ‚Premier art roman méridional’ in Katalonien“ (S. 542).

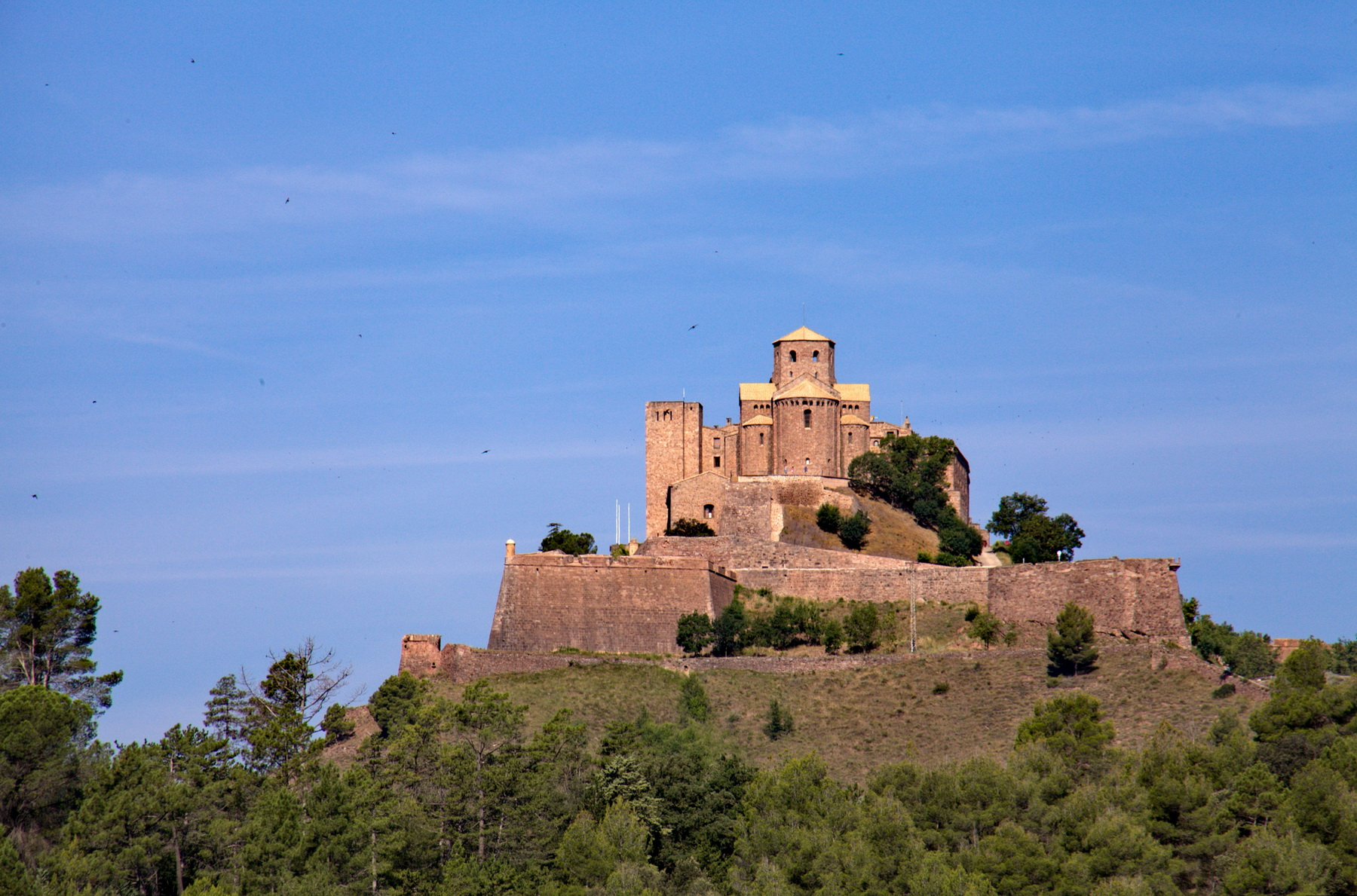
Burghügel von Cardona mit Kirche Sant Vicenç

## Geschichte

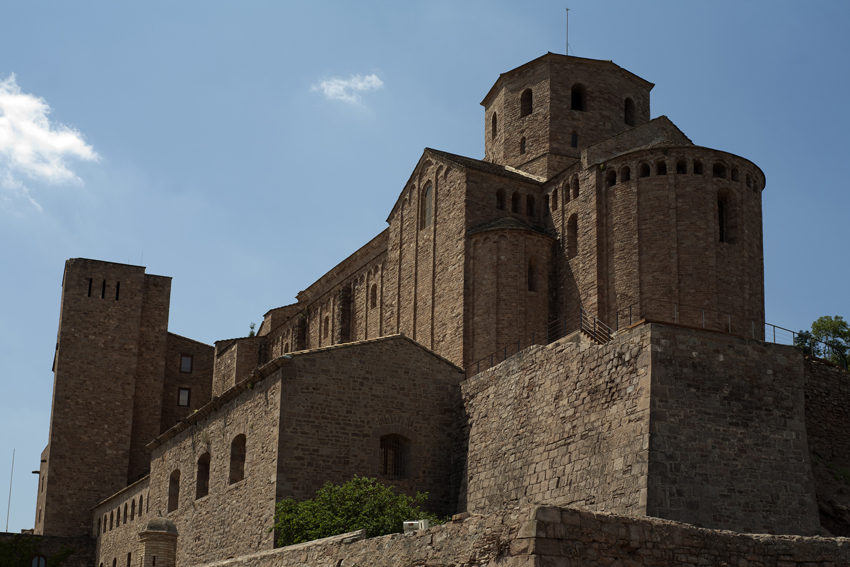
Außenansicht von Südosten

Der Festungshügel (Castell de Cardona) war schon in iberischer und römischer Zeit besiedelt, da es in der Nähe Salzvorkommen gab; wahrscheinlich fiel er nie oder nur kurzzeitig in islamische Hände. Im Jahr 798 ordnete Ludwig der Fromme, der Sohn Karls des Großen, die Einnahme des Castrum Cardonam an, um die Spanische Mark gegen eventuelle Überfälle des Islam militärisch abzusichern, was auch gelang, denn der Festungshügel wurde nie eingenommen. Im 9. und 10. Jahrhundert stand Cardona unter Kontrolle der Grafschaft Osona, von der es jedoch bald in die Hände der Vizegrafen von Cardona gelangte, aus denen später wiederum das Haus Folch de Cardona hervorging.
Der Bau der ehemaligen Klosterkirche geht möglicherweise auf Bermón, den damaligen Vizegrafen von Cardona, zurück – die Entstehungszeit wird in die Jahre 1020–1040 datiert (urkundlich belegtes Weihedatum 23. Oktober 1040), doch die Bautätigkeit stockte zwischenzeitlich, wie deutlich an einigen Steinlagen oberhalb der Scheidarkade zu erkennen ist. Man datiert diese Bauunterbrechung auf das Jahr 1040, als der Stifter starb, so dass bei der Kirchweihe der Bau wahrscheinlich noch nicht ganz fertig war. Im Jahre 1592 wurde das Kloster aufgelöst; danach diente der Bau als Pfarrkirche. Ab dem Jahr 1794 wurde der Bau zeitweise als Kaserne und als Lagerraum genutzt. 1964 war er einer der Hauptdrehorte für Orson Welles’ Shakespeare-Adaption Falstaff und diente als Szenerie für die Burgen Heinrichs IV. bzw. Henry Percys sowie als die Kathedrale, in der Heinrich V. gekrönt wird. 2016 wurde Sant Vicenç deshalb in die Liste der Schätze der europäischen Filmkultur aufgenommen.

## Architektur

### Steinmaterial
Die beim Bau verwendeten Steine sind ziemlich exakt behauen, so dass sie in Lagen und im Verband vermauert werden konnten. Auch die Pfeiler des Langhauses und die Gewölbe sind gemauert.

### Außenbau
Die basilikal angelegte Kirche besteht aus einem Langhaus und einem Querhaus, an welches sich östlich drei Apsiden anschließen. Der gesamte Baukörper – mit Ausnahme des oktogonalen und durchfensterten Vierungsturmes (cimbori) – ist in den Traditionen des Lombardischen Stils – durch Lisenen gegliedert, die unterhalb der Dachtraufen in Rundbogenfriesen enden. Die drei Apsiden verfügen zusätzlich über kleine Blendfenster innerhalb der Rundbögen. Die beiden in einer Flucht liegenden Portale der Kirche sind seitlich jeweils etwas zurückgestuft, ansonsten aber schmucklos.

### Inneres

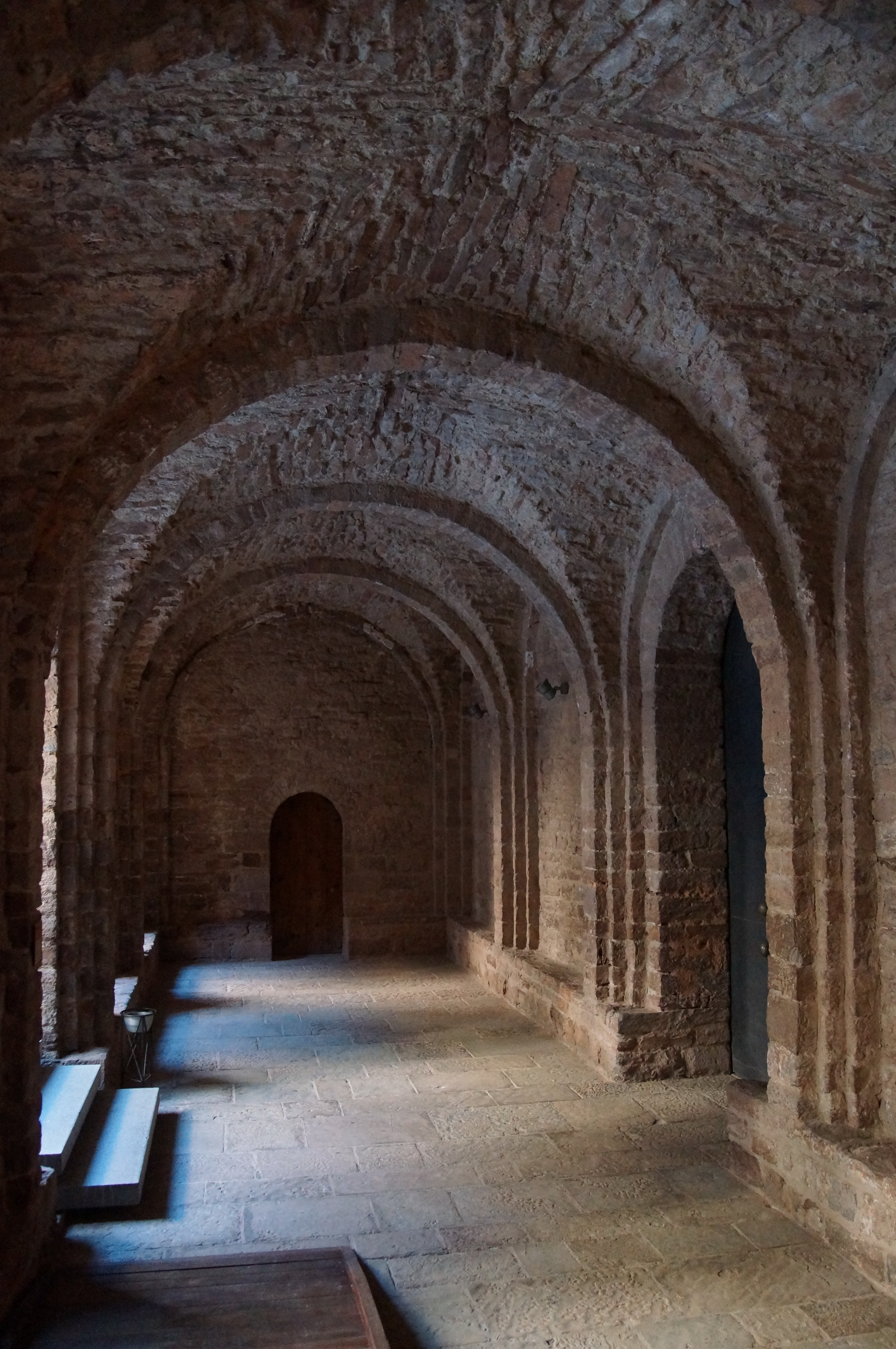
Vorhalle (atrio) mit den beiden Portalen

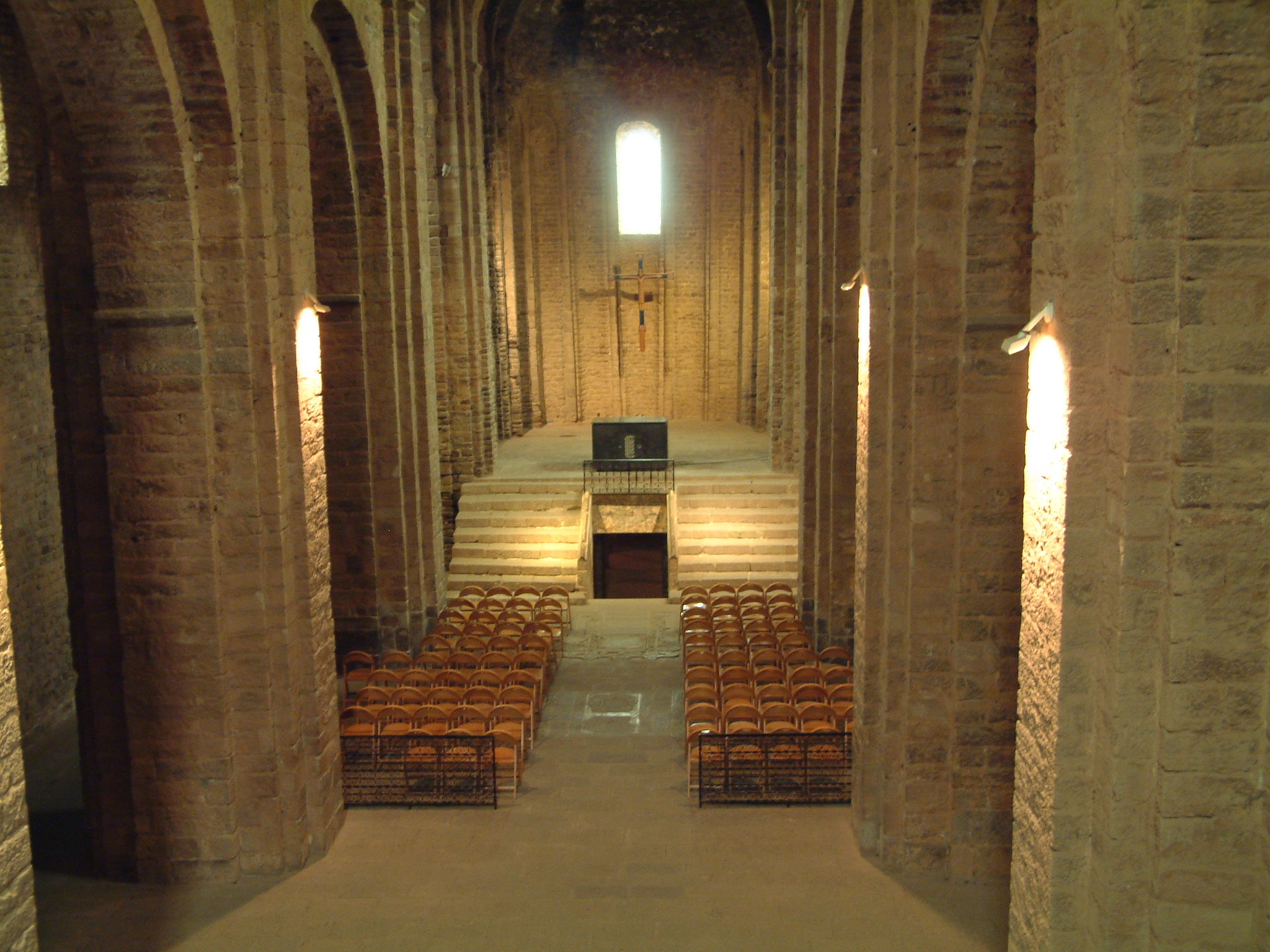
Mittelschiff, erhöhte Mittelapsis und Eingang zur Krypta

Die insgesamt etwa 50 Meter lange Kirche hat eine niedrige – im 12. Jahrhundert mit Fresken ausgemalte – Vorhalle (atrio), wie sie ansonsten als Narthex eher in größeren Kirchenbauten Burgunds zu finden ist; darüber befindet sich eine sogenannte Tribüne. Der eigentliche Kirchenraum ist dreischiffig, wobei die Seitenschiffe äußerst schmal gehalten sind und eher der Stabilisierung des dreijochigen und etwa 6,50 Meter breiten und 18,80 Meter hohen Mittelschiffs dienen. Dieses ist tonnengewölbt und von Gurtbögen unterzogen, wohingegen die Seitenschiffe kreuzgratgewölbt sind. Im nördlichen Seitenschiff wurde bei den Restaurierungsarbeiten ein Teilstück des mittelalterlichen Fußbodens freigelegt, der beinahe pflasterartig verlegt ist. Die Vierungskuppel ist die älteste  Trompenkuppel Spaniens. Sie durch acht schlichte Fensteröffnungen belichtet. Während sich die seitlichen Apsiden auf gleicher Höhe an die jeweiligen Seitenschiffe anschließen, ist die um ein Vorchorjoch verlängerte Mittelapsis um gut einen Meter erhöht und nur über zwei achtstufige Treppenaufgänge erreichbar. Sie ist gegenüber den Seitenapsiden durch eine schlanke und hohe Nischenarkatur hervorgehoben. Diese Blendnischen im Inneren sind letztlich antiken Ursprungs und wurden durch italienische Bauten bzw. Baumeister in andere Teile Europas vermittelt.

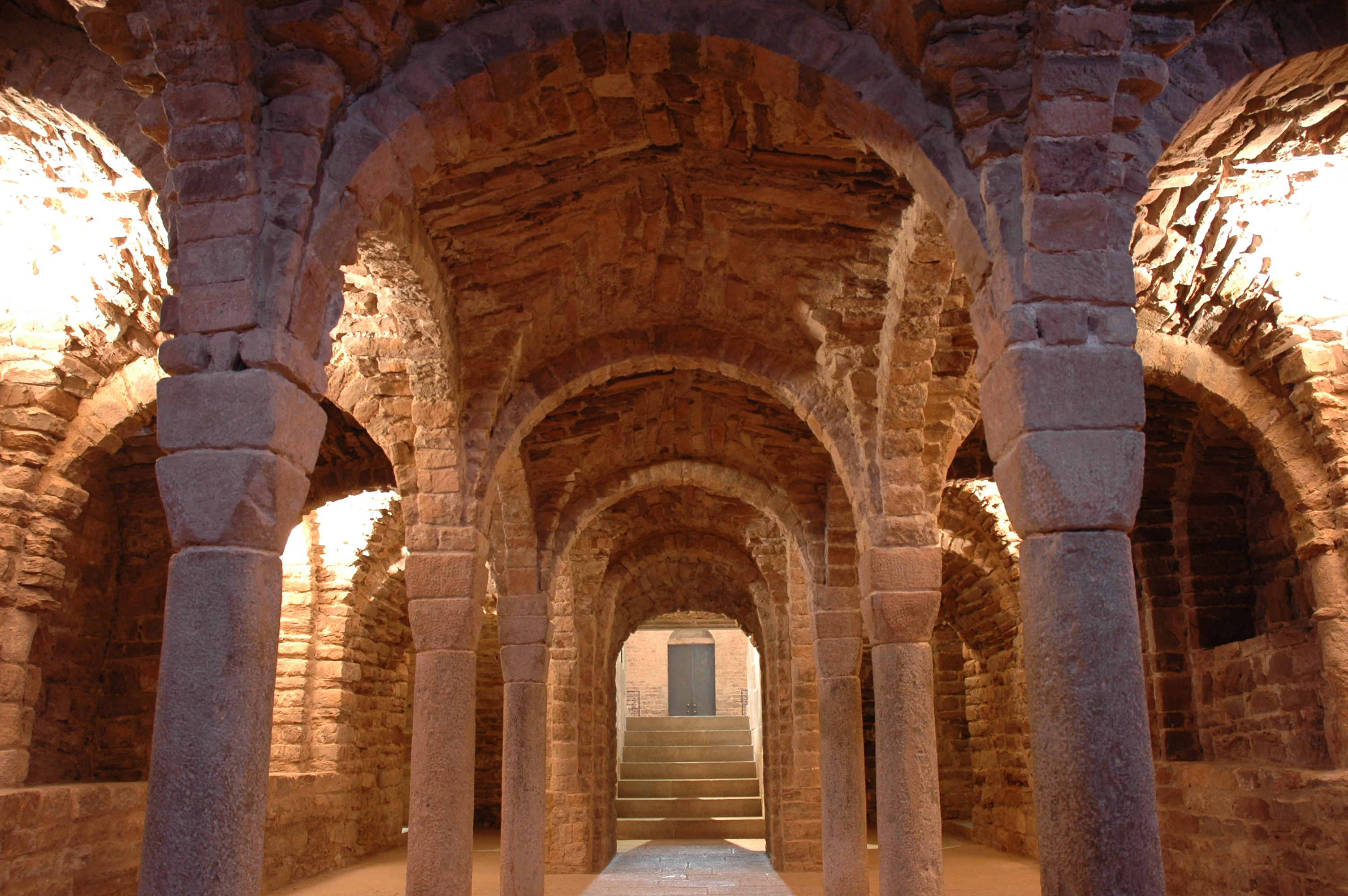
Krypta

### Krypta
Unter der Mittelapsis befindet sich eine dreischiffige aber vierjochige und kreuzgratgewölbte Krypta, deren tragende monolithische Säulen möglicherweise von einem antiken Bauwerk stammen und hier als Spolien wiederverwendet wurden. Die Kapitelle und Kämpfer sind dekorlos und wirken blockhaft. Die Krypta wurde ursprünglich durch drei kleine, ehemals wohl unverglaste Fenster in der Rückwand belichtet; ansonsten arbeitete man wohl mit Kerzen oder Fackeln.

## Bedeutung der Kirche für die Entwicklung des Gewölbebaus
In der zweiten Hälfte des 11. Jahrhunderts verbreitete sich der Gewölbebau in weiten Teilen Europas. In Burgund und hier Nordspanien scheinen die Anfänge zu liegen. Während die Einwölbung der Abteikirche Cluny II (954–981) bei Architekturhistorikern umstritten ist, existiert in der Vorkirche (Narthex) von Saint-Philibert in Tournus die früheste in Burgund noch stehende in allen Teilen gewölbte Anlage. Vor der Jahrtausendwende gab es Gewölbe nur in kleineren Anlagen; jetzt erst – zu Beginn des 11. Jahrhunderts – wagten es die mittelalterlichen Baumeister, alle Teile (Seitenschiffe, Mittelschiff, Querhaus und Chor) auch einer größeren Kirche zu wölben.
Hier in Cardona lassen sich die Voraussetzungen studieren, die zur Entwicklung größerer Gewölbe notwendig waren. Zunächst mussten die Fensteröffnungen und die Glieder des Stützsystems in ihren Achsen aufeinander abgestimmt sein. Nur so ließen sich Mauerdurchbrechungen vornehmen, die sowohl ausreichende Belichtung ermöglichten als auch die Konstruktion von Stützelementen für das neue durchgehende Steingewölbe (Gurtbögen).
Das hatte zur Folge, dass der Raum zunehmend von tragenden Architekturgliedern in gleichem Abstand rhythmisiert wurde. Die Dienste und die Vorlagen wurden in neuartiger Weise auf die Wände gelegt („straffe Vertikalbahnen“). Es beginnt eine Entwicklung, die dazu führt, dass der Pfeiler nicht mehr ein Teil der Wand ist, sondern isoliert wird, was sich in der Gotik zum grundlegenden Konstruktionsprinzip steigern wird. Die Pfeiler zwischen Mittel- und Seitenschiff hier in Cardona demonstrieren den ersten klaren Schritt in diese Richtung. Sie setzen sich zusammen aus einem Kern (Mauerrest) und gestuften Vorlagen auf allen vier Seiten, die sowohl zum Gewölbe von Mittel- und Seitenschiff hochgehen, als auch als Unterzüge zum benachbarten Pfeiler. Sie wirken mit einem Durchmesser von 2,5 Metern noch sehr massiv.
Ungewöhnlich und bezeichnend für das experimentelle Frühstadium dieser Kirche ist das Verhältnis der Gewölbejoche der Schiffe zueinander. Drei Gewölbejoche in den Seitenschiffen kommen auf nur ein Mittelschiffjoch. „Äußerste Gegensätze, Gedrungenheit und schlankes Aufsteigen sind hier vereint, die romanische Baukunst hat ihre gültige Form gefunden.“
Zum Abfangen des Gewölbedrucks wurden außen Verstärkungen in Form von Nischengliederungen angefügt. Die Kuppel der ausgeschiedenen Vierung ruht auf vier Trompen, die noch niedrig und ungeschickt von wenigen engen Öffnungen durchbrochen sind.